# Berufliches Schulzentrum „Otto Lilienthal“ Freital–Dippoldiswalde
Das Berufliche Schulzentrum „Otto Lilienthal“ Freital–Dippoldiswalde ist eine berufsbildende Schule in der sächsischen Großen Kreisstadt Freital mit Außenstellen in Dippoldiswalde und Glashütte und dem Schwerpunkt Technik und Wirtschaft. Schulträger ist der Landkreis Sächsische Schweiz-Osterzgebirge. Der Hauptsitz des BSZ befindet sich im Freitaler Stadtteil Burgk.

## Geschichte
Vorläufer des heutigen BSZ sind mehrere eigenständige Berufsschulen, die in Freital und Umgebung bestanden. Die Gründung der zunächst „Berufsschulzentrum Freital“ genannten gemeinsamen Einrichtung erfolgte im Jahr 1992 aus dem Zusammenschluss der Betriebsberufsschule des Edelstahlwerkes (Standort Südstraße) mit der Freitaler Gewerbeschule (Gebäude Dresdner Straße 250) und der Berufsschule für Holzbearbeitung in der Stuhlbauerstadt Rabenau. Die über das Stadtgebiet verteilten Standorte blieben zunächst erhalten, wenngleich bereits 1991 im Rahmen einer im Landkreis Freital aufgestellten Entwicklungskonzeption für berufliche Schulen ein Schulhausneubau angedacht war. Die Raumkapazitäten reichten nicht aus und die bauliche Situation der Gebäude war mangelhaft.

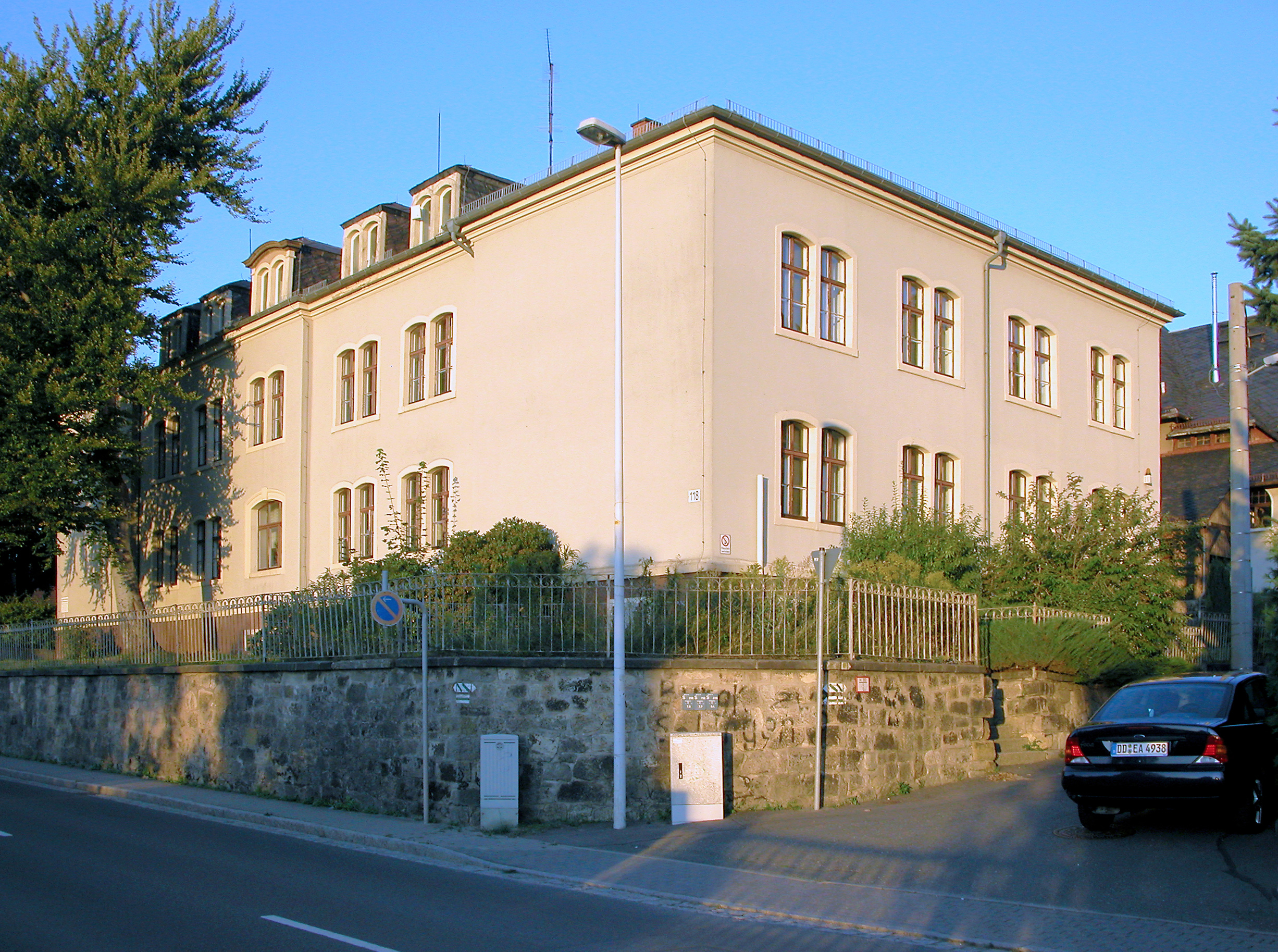
Ehemalige Außenstelle auf der Burgker Straße 118 (2008)

Der Standort Rabenau musste 1994 wegen des Rückgabeanspruchs von Vorbesitzern der Immobilie aufgegeben werden. Er wurde nach Burgk in das Gebäude der ehemaligen Stifts- und späteren Mittelschule (Burgker Straße 118) verlegt, das dafür seit 1993 saniert worden war. Parallel wurden die Planungen für einen Neubau am Burgker Hang oberhalb des Stadions des Friedens vorangetrieben. Im Jahr 1994 beschloss der Kreistag den Schulneubau, der erste Spatenstich wurde 1996 gesetzt. Das Richtfest fand am 23. Mai 1997 statt, am 27. Oktober konnte das Schulhaus teilweise in Betrieb genommen werden. Die vollständige Einweihung des Komplexes samt Sportanlagen wurde im Oktober 1998 gefeiert.
Den Beinamen „Otto Lilienthal“ erhielt das BSZ Freital im Jahr 2008 anlässlich des zehnjährigen Jubiläums des Schulneubaus. Der Luftfahrtpionier Lilienthal (1848–1896) forschte im späteren Freitaler Stadtgebiet und heiratete hier auch seine Frau.
Die seit dem Umzug aus Rabenau genutzte Außenstelle an der Burgker Straße 118 wurde zum Jahresende 2010 aufgrund sinkender Schülerzahlen geschlossen. Das Gebäude ist später zum Wohnhaus umgebaut worden. Der Kreistag des Landkreises Sächsische-Schweiz-Osterzgebirge beschloss im März 2012 die Zusammenlegung des Beruflichen Schulzentrums Dippoldiswalde und seiner Außenstelle Glashütte mit dem BSZ für Technik und Wirtschaft „Otto Lilienthal“ Freital. Die Fusion wurde zum 1. August 2012 vollzogen.
Schulleiter des beruflichen Schulzentrums war seit der Gründung 1992 bis Sommer 2017 Bernd Mätzler. Seine Nachfolge trat Ina Driesel an.

## Schulprofil
Das Berufliche Schulzentrum beherbergt Klassen mehrerer Schulformen an den drei Standorten Freital, Dippoldiswalde und Glashütte. Innerhalb der Berufsschule gibt es die Fachbereiche Wirtschaft sowie Industrie und Handwerk, außerdem Angebote der Berufsvorbereitung und des Berufsgrundbildungsjahrs sowie der berufsbildenden Förderschule. Das berufliche Gymnasium bietet die Fachrichtungen Informations- und Kommunikationstechnologie, Technik- sowie Wirtschaftswissenschaften an. In der Fachoberschule können die Fachrichtungen Wirtschaft und Verwaltung sowie Technik belegt werden. Bereiche der Fachschule sind Feinwerktechnik, Medizintechnik und Lebensmitteltechnik. Als Berufsfachschule wird zudem die Ausbildung im Beruf des Uhrmachers (Standort Glashütte) angeboten.
| Schulform                             | Schüler |
| ------------------------------------- | ------- |
| Berufliches Gymnasium                 | 155     |
| Berufsbildende Förderschule           | 24      |
| Berufsfachschule                      | 37      |
| Berufsgrundbildungsjahr               | 29      |
| Berufsschule                          | 911     |
| Berufsvorbereitende Bildungsmaßnahmen | 10      |
| Berufsvorbereitungsjahr               | 58      |
| Fachoberschule                        | 101     |
| Gesamt                                | 1325    |

## Standorte
Der Hauptsitz des Beruflichen Schulzentrums befindet sich in Freital-Burgk. Außenstellen bestehen in der Großen Kreisstadt Dippoldiswalde und der Uhrmacherstadt Glashütte.

### Freital
Das Hauptgebäude des Beruflichen Schulzentrums liegt an der Otto-Dix-Straße Ecke Burgker Straße am Burgker Hang, der zwischen Osterberg im Norden und Windberg im Süden in Richtung der Weißeritz abfällt. Der Komplex besteht aus drei zwei- bis dreigeschossigen Teilgebäuden, die aufgrund der Hanglage jeweils auf unterschiedlichem Geländeniveau liegen. Der Haupteingang befindet sich am südlichen Teil entlang der Otto-Dix-Straße, über einen in Nord-Süd-Richtung verlaufenden Verbindungsbau ist der Zugang zu den anderen Gebäuden möglich. An dessen Nordende befindet sich der Cafeteriabereich, westlich davon ist eine Dreifeldsporthalle mit Zuschauerrängen gelegen. Zwischen den Gebäuden und entlang der Burgker Straße erstreckt sich das durch Grünflächen geprägte Außengelände mit einem Verbindungsweg zum Platz des Friedens.
Während des Hochwassers im August 2002 waren zeitweise 1400 aus dem Überschwemmungsbereich der Weißeritz evakuierte Menschen im Gebäude untergebracht. Auch Patienten des Freitaler Krankenhauses und Bewohner von Pflegeheimen wurden dorthin in Sicherheit gebracht.
In den Jahren 2017 und 2018 wurde das Dach des Gebäudes instand gesetzt, nachdem Feuchtigkeit über das begrünte Flachdach eingedrungen war und die Dachkonstruktion beschädigt hatte.

BSZ-Hauptstandort Freital
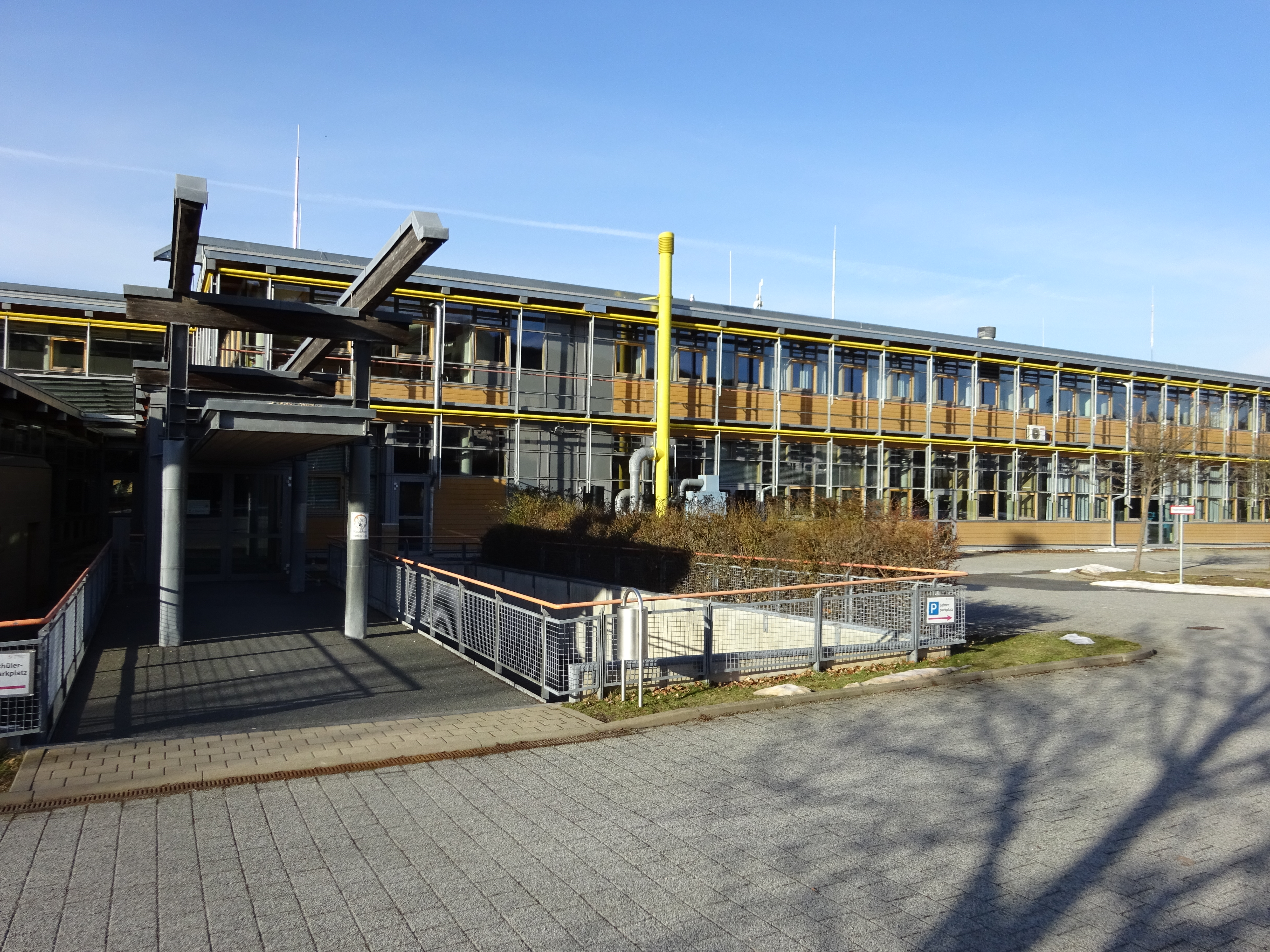
Haupteingang an der Otto-Dix-Straße
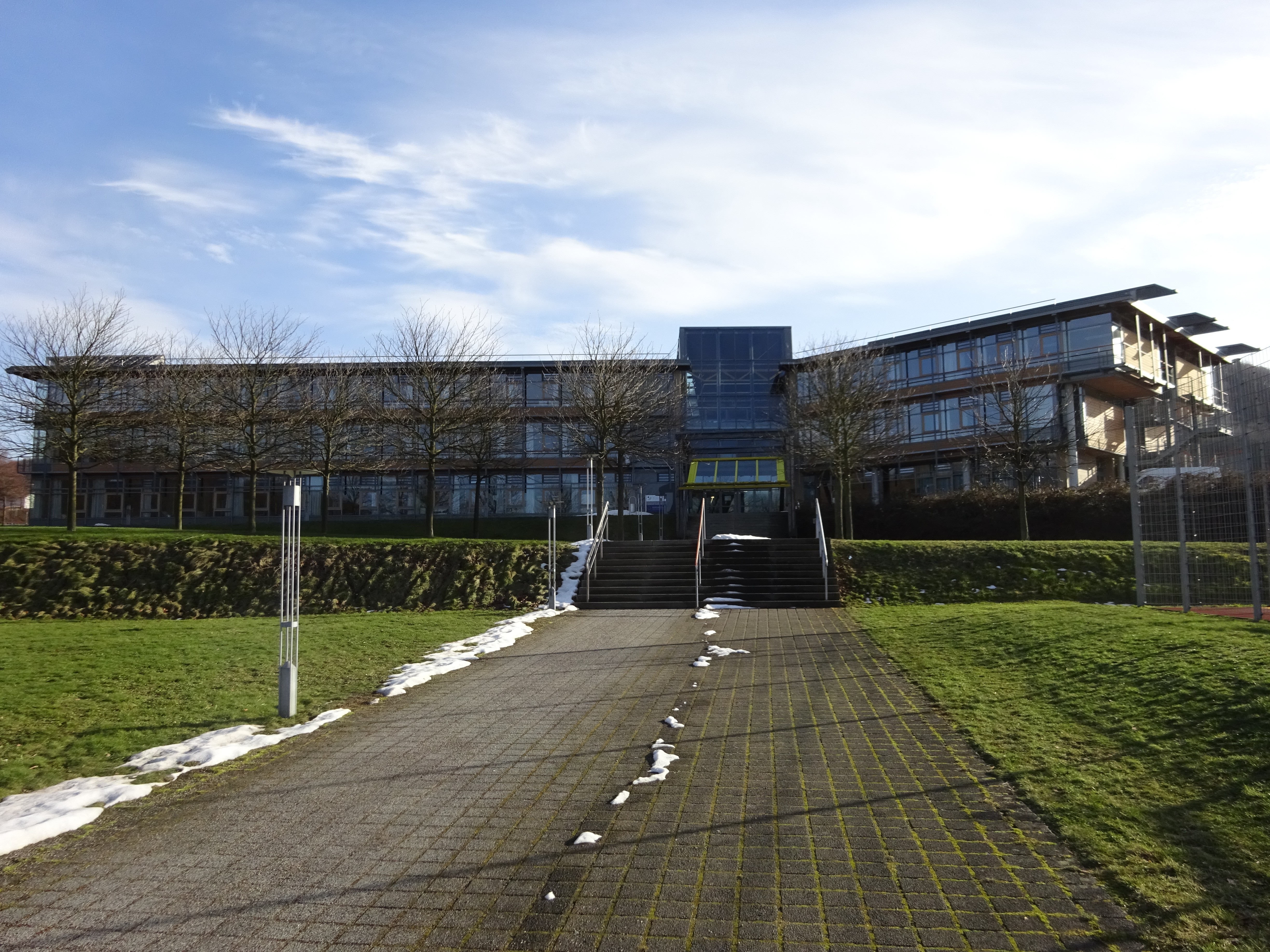
Zugang von der Burgker Straße
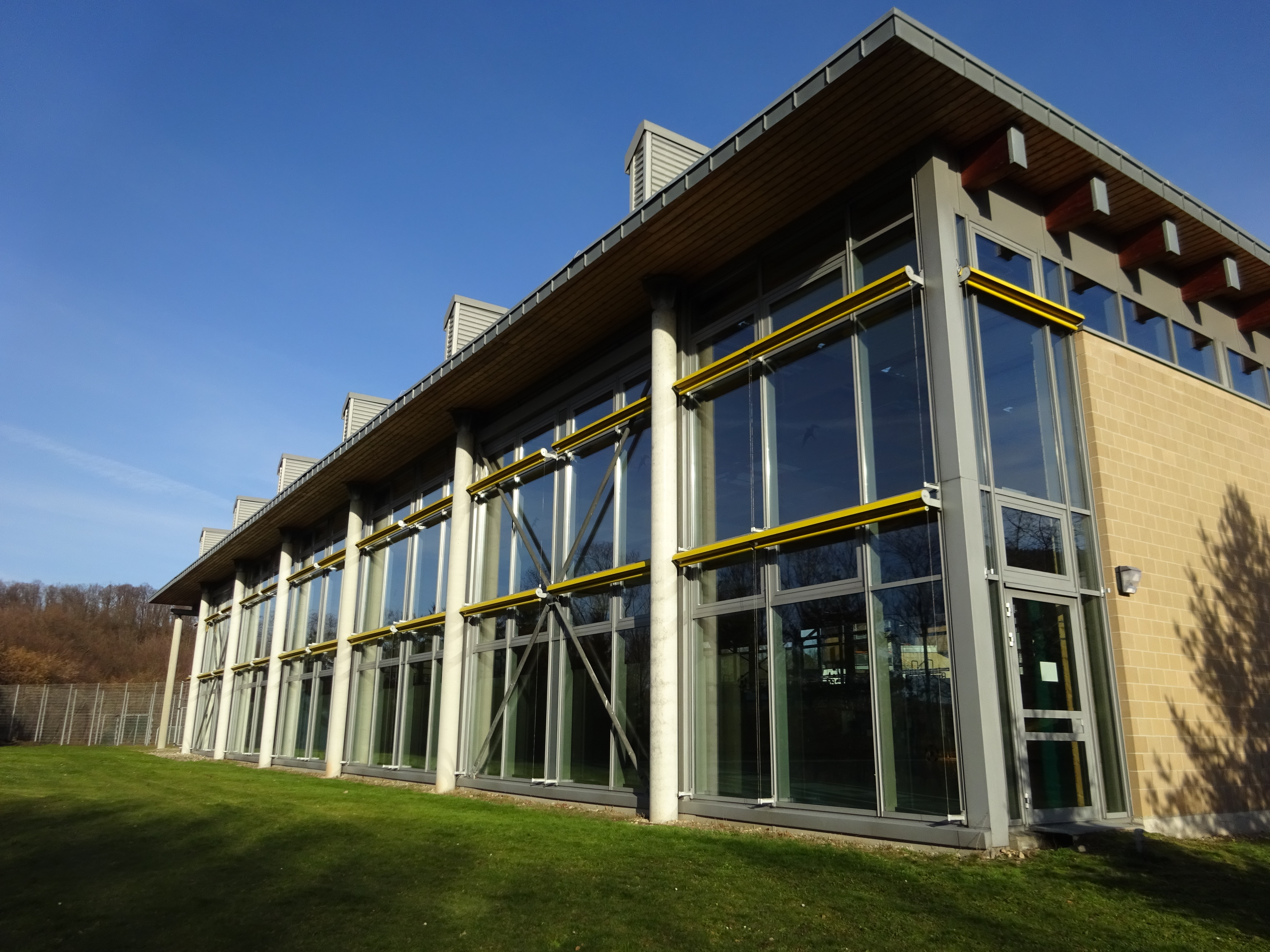
Sporthalle
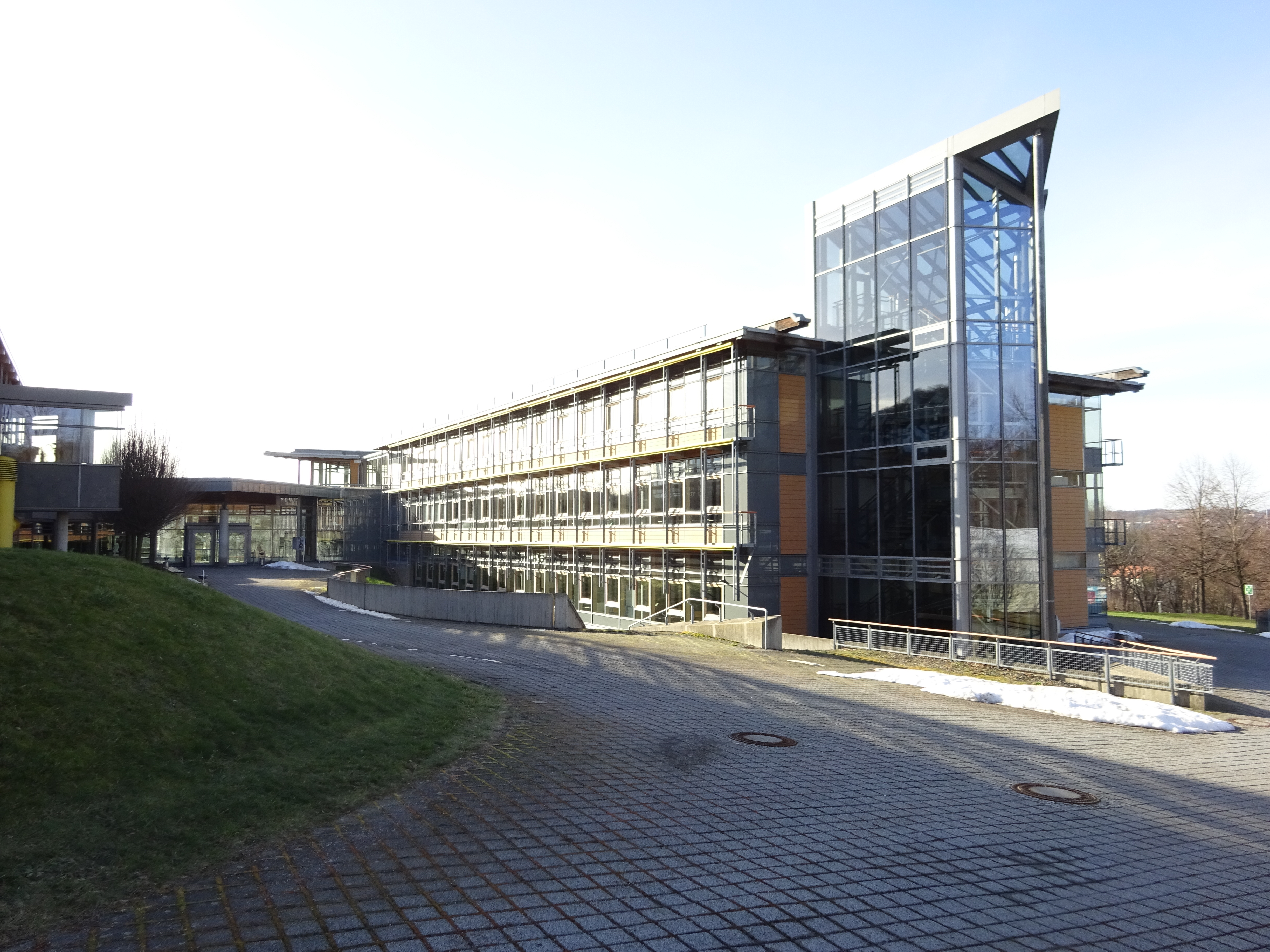
Haus 1
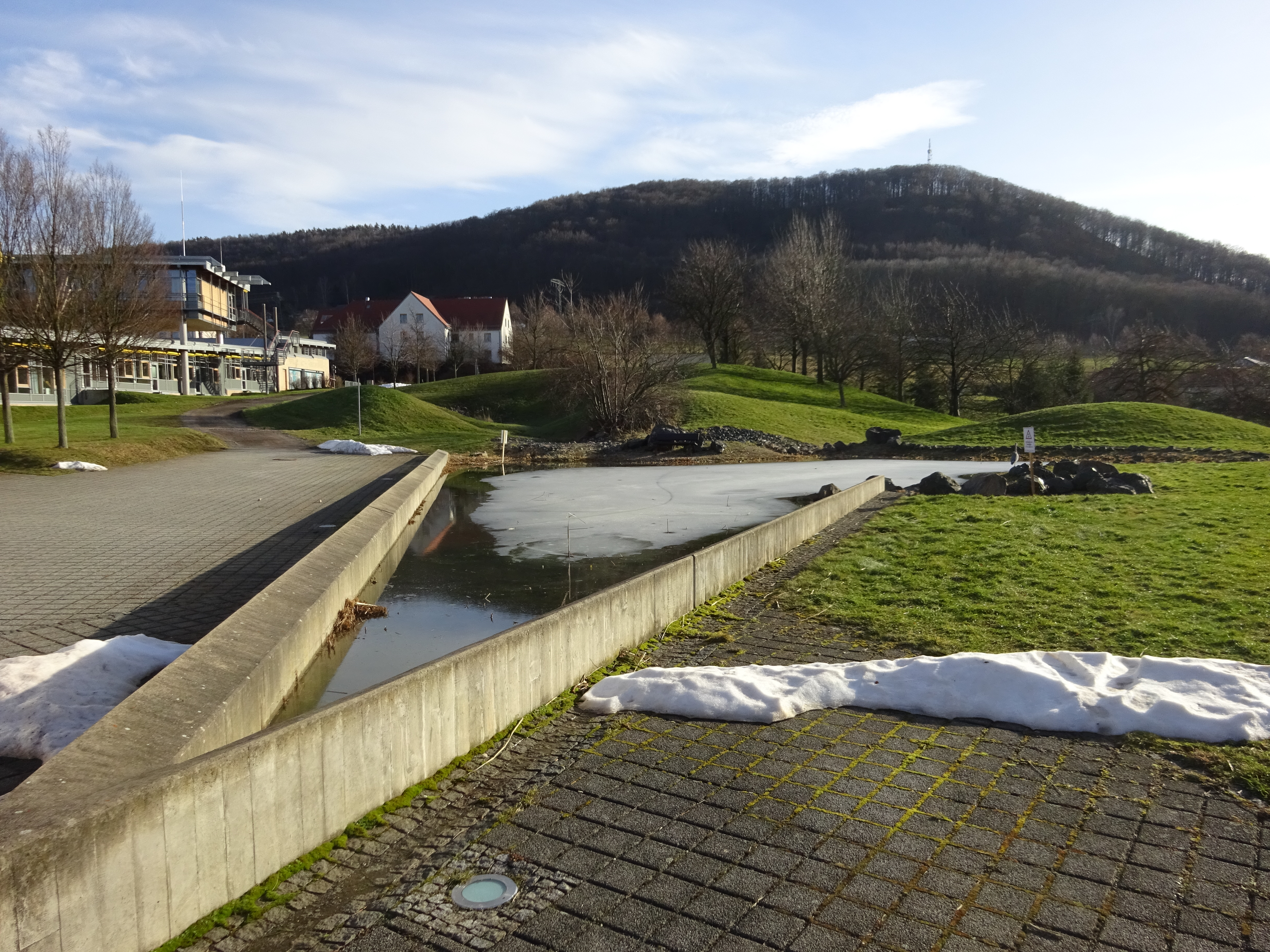
Außenanlagen

### Dippoldiswalde
Die Dippoldiswalder Außenstelle befindet sich an den Standorten Weißeritzstraße 4 und 11 in Nachbarschaft der Roten Weißeritz (⊙). In Dippoldiswalde sind Labore und eine Halle für Verfahrenstechnik sowie die Berufsvorbereitung und Berufsförderung untergebracht. Weitere zuvor genutzte Standorte des ehemals eigenständigen Berufsschulzentrums wurden nach der Fusion aufgegeben und die Ausbildungsgänge nach Freital verlagert.

### Glashütte
Im Tal der Müglitz an der Altenberger Straße gelegen ist die Glashütter Außenstelle, genannt „Uhrmacherschule Glashütte“ (⊙). Hier erfolgt die Uhrmacherausbildung der Berufs- und Berufsfachschule. Es handelt sich bei der Außenstelle um ein drei- bis viergeschossiges Gebäude mit einem Haupt- sowie zwei Flügelbauten.